# Ойкасы (Ядринский район)
Ойкасы́ (чув. Уйкас) — деревня в Ядринском районе Чувашской Республики, входит в состав Кукшумского сельского поселения.

## Географическое положение
Деревня находится в северо-западной части Чувашии, в пределах Чувашского плато, в зоне хвойно-широколиственных лесов, вблизи южной границы Кукшумского сельского поселения, на левобережье реки Мочкаушка. Расстояние до столицы республики — города Чебоксары — 75 км, до районного центра — города Ядрин — 27 км, до железнодорожной станции 60 км
Климат
Ойкасы находится в зоне умеренно континентального климата.
Растительный мир
Рядом с деревней расположен сад Гослесфонда, где преобладают мягколиственные породы деревьев: берёза, осина, ольха, липа, а также дуб, клён. Из хвойных пород — сосна, ель, лиственница. Распространены дикие яблони, груши, вишни, черёмуха, рябина, сирень и другие виды. Травянистые растения представлены багульником, ландышем, валерианой, можжевельником, одуванчиком, крапивой, полынью, подорожником и др. Распространены такие виды, как: тимофеевка, тонконог, костёр, смолёвка, горицвет. Медоносы: липа, кипрей, медуница и др. Улицы деревни засажены деревьями: ива, берёза, липа, ель.
Животный мир
Местная фауна: ёж, крот, барсук, бурундук, белка, заяц, лиса, лесной хорёк, суслик, полевая мышь и др. В числе птиц встречаются: сова, ястреб, клёст, снегирь, ласточка, воробей, жаворонок, стриж, дятел, кукушка.
У реки Мочкаушки живут бобры и ондатры.

## История
Деревня появилась в XIX веке как околоток деревни Большая Четаева (ныне не существует). По другим данным, Большое Четаево распалось в конце XVII — первой половине XVIII века на выселки Сеткасы-Четаево, Торхлово-Четаево, Наснары-Четаево, Ойкасы-Четаево.

Жители — до 1866 года государственные крестьяне; занимались земледелием, животноводством, тележно-санным и бондарным промыслами. В 1902 году открыта школа грамоты (с 1904 года — церковно-приходская школа), в 1920-е годы функционировала школа 1-й ступени. В 1931 году образован колхоз «Новый путь». 

По состоянию на 1 мая 1981 года населённые пункты Кукшумского сельского совета (в том числе деревня Ойкасы) образовывали колхоз «Заветы Ильича»:109
Религия
В конце XIX — начале XX века жители околотка Ой-касы были прихожанами Троицкой церкви села Шемердяново (Троицкое).
Административно-территориальная принадлежность
В составе: Балдаевской волости Ядринского уезда (до 1 октября 1927 года), Ядринского района:211-212.

Сельские советы: Ойкасинский (с 1 октября 1927 года), Шемердянский (с 14 июня 1954 года), Сеткасинский (с 11 июня 1955 года), Кукшумский (с 28 марта 1960 года):211-212.

## Название
В Чувашской Республике селений со словом Ойкас/Ойкасы — 15. Все они произошли от чув. уй «поле»+касси «улица, околоток, деревня».— Географические названия Чувашской Республики

## Население
| 2010 | 2012 |
| ---- | ---- |
| 144  | ↗152 |

По состоянию на 1 января 2006 года в деревне зарегистрировано 54 хозяйства.
По данным Всероссийской переписи населения 2002 года в деревне проживали 165 человек, преобладающая национальность — чуваши (98%).

## Инфраструктура
Функционировал СХПК «Заветы Ильича» (по состоянию на 2010 год). Имеются фельдшерский пункт, клуб, библиотека, магазин.

## Уроженцы
В деревне родился писатель Михаил Прокопьевич Белов.